# 十字兰
十字兰（学名：Habenaria schindleri）为兰科玉凤花属下的一个种。

## 扩展阅读
- 維基物種上的相關：十字兰